# Collégiale de San Quirico d'Orcia
La collégiale de Saint-Cyr et Sainte-Julitte (collegiata di San Quirico ou collegiata dei Santi Quirico e Giulitta en italien), est une église romane située à San Quirico d'Orcia, ville italienne de Toscane, et consacrée à saint Cyr (Quirico) et à sa mère Julitte (Giulitta).

## Localisation
La collégiale se dresse à l'extrémité nord du village de San Quirico d'Orcia, complètement décentrée par rapport à l'agglomération, qui est située sur le parcours de la Via Francigena.

## Historique
L'église romane actuelle se dresse à l'emplacement d'un baptistère du VIIIe siècle. La partie la plus ancienne de l'église est la façade occidentale qui a été édifiée à la fin du XIIe siècle ou au début du XIIIe siècle. Le transept et les deux portails de la façade méridionale furent ajoutés à la fin du XIIIe siècle. En 1644, l'église fut promue collégiale. L'abside d'origine a été abattue en 1653 pour construire le chœur actuel. En 1724-1733, le vieux campanile fut abattu pour être remplacé par un nouveau et l'intérieur de l'église fut remodelé en style baroque.

## Architecture

### La façade occidentale

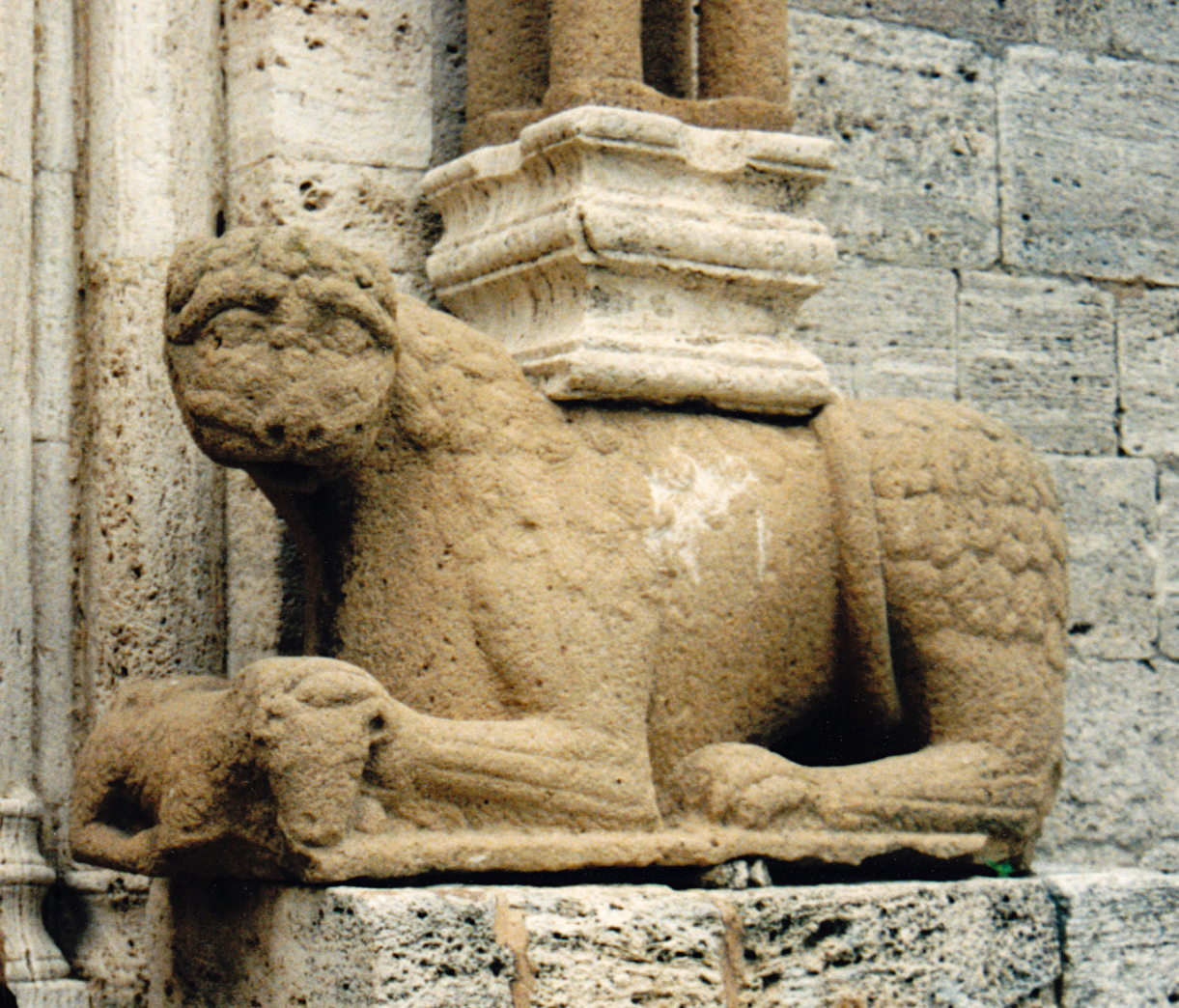
Lion stylophore.

La façade occidentale est ornée d'un grand portail roman encadré de cinq paires de colonnes surmontées de chapiteaux sculptés supportant une archivolte à multiples voussures. 
La porte est surmontée d'un linteau orné d'un bas-relief figurant deux animaux fantastiques affrontés. Le tympan abrite en son centre une niche abritant une statuette en haut-relief tenue pour être celle de saint Damase ou de saint Cyr (San Quirico). 
Le portail est protégé par un protiro (avant-corps) peu saillant porté par deux groupes de quatre colonnettes reposant sur deux « lions stylophores ». Les colonnettes de chacun de ces deux groupes présentent la caractéristique d'être reliées entre elles par un nœud de pierre. Ces colonnettes nouées (ou ophitiques) sont très semblables à celles qui ornent les angles du cloître de l'abbaye de Chiaravalle della Colomba.
La partie haute de la façade est percée d'une rosace et couronnée de petites arcatures en arc brisé.

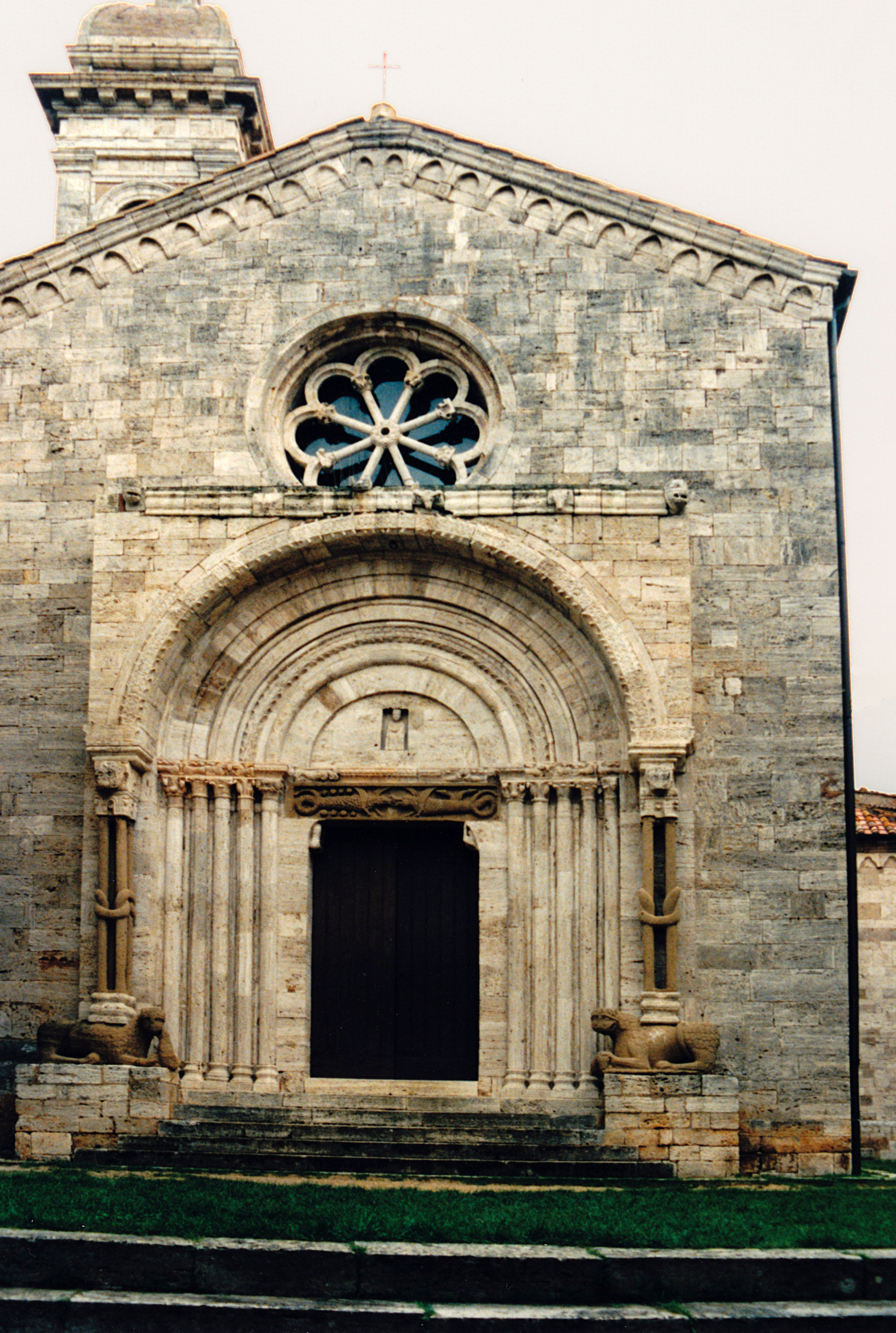
La façade occidentale.
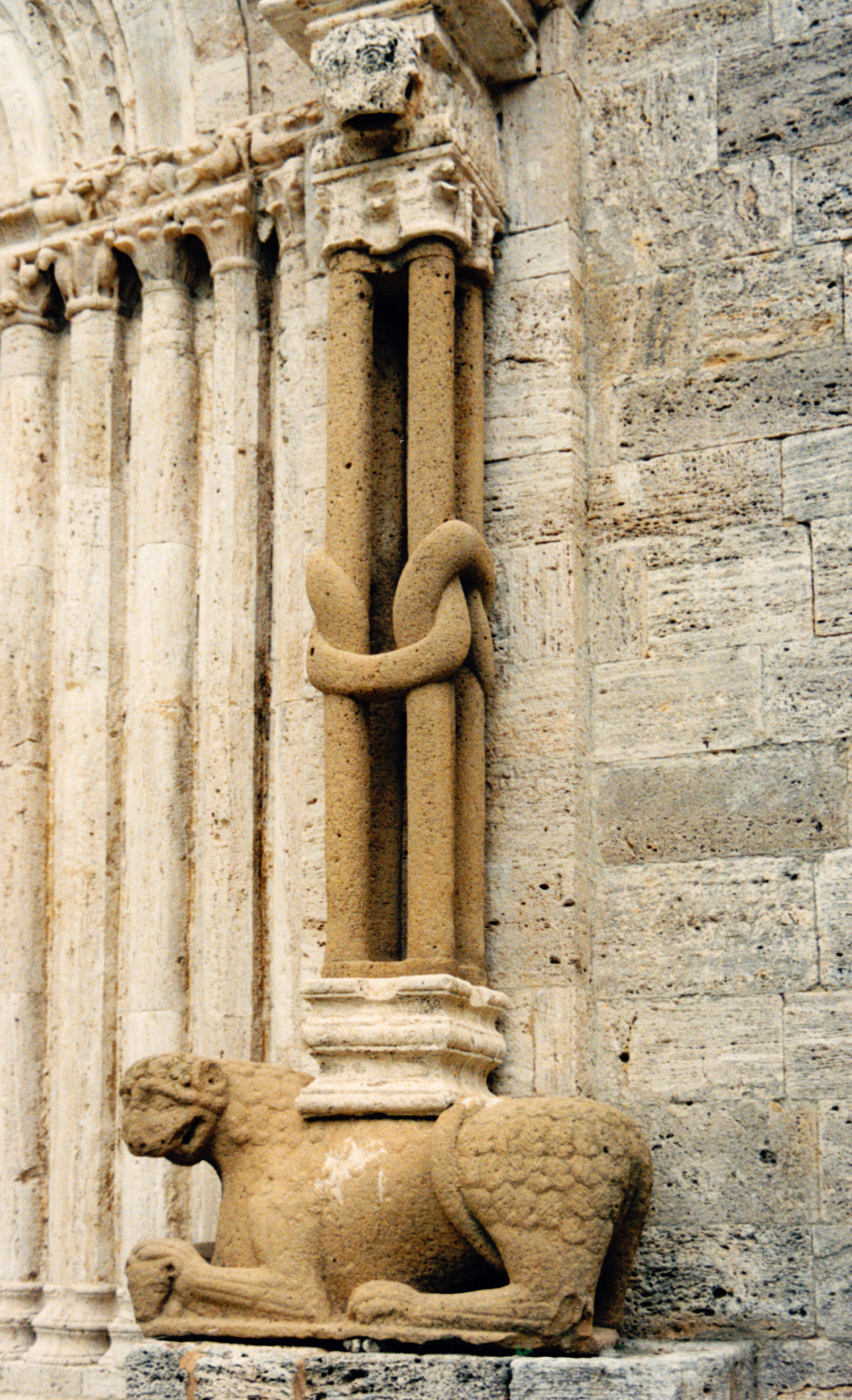
Lion stylophore.
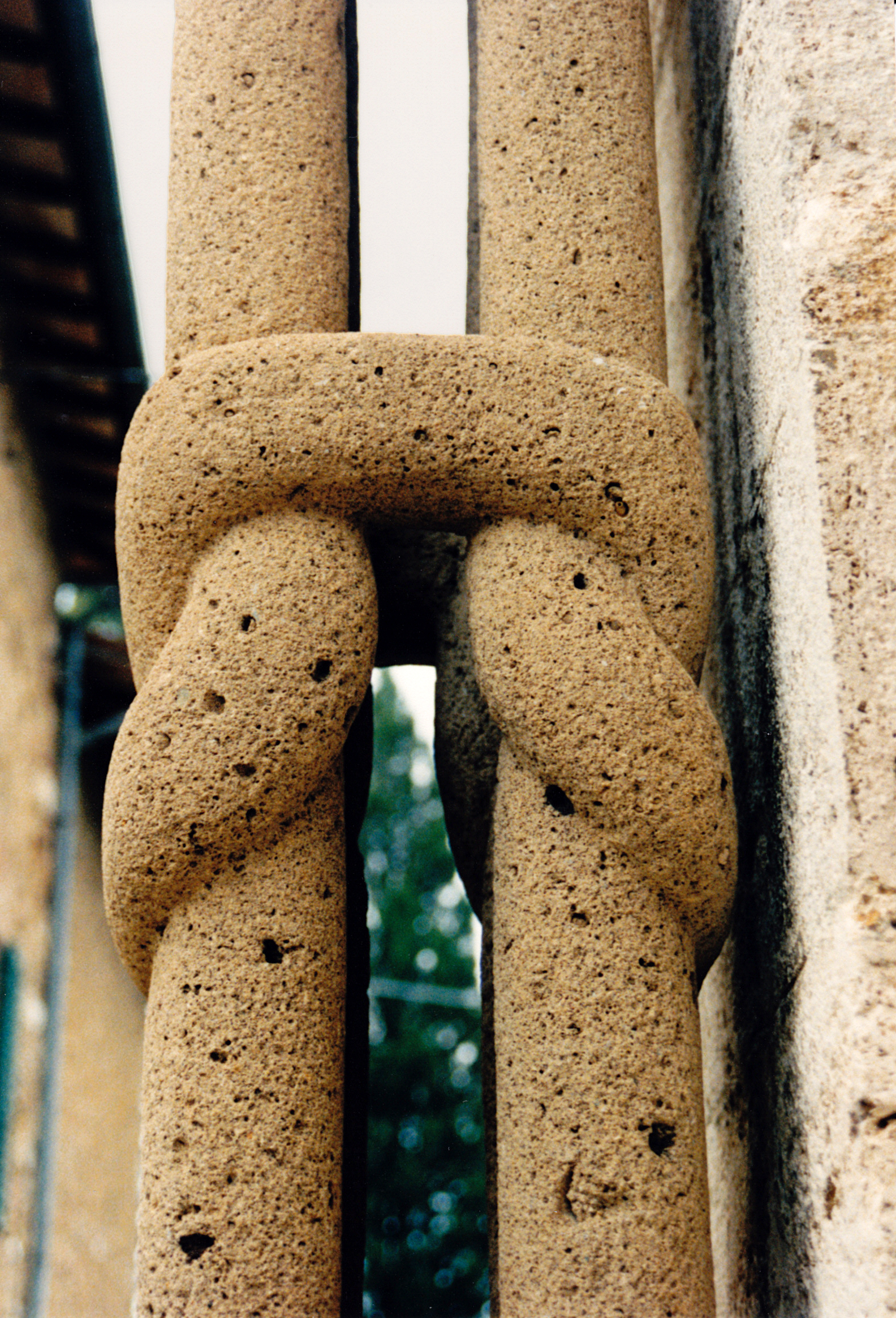
Colonnes ophitiques.
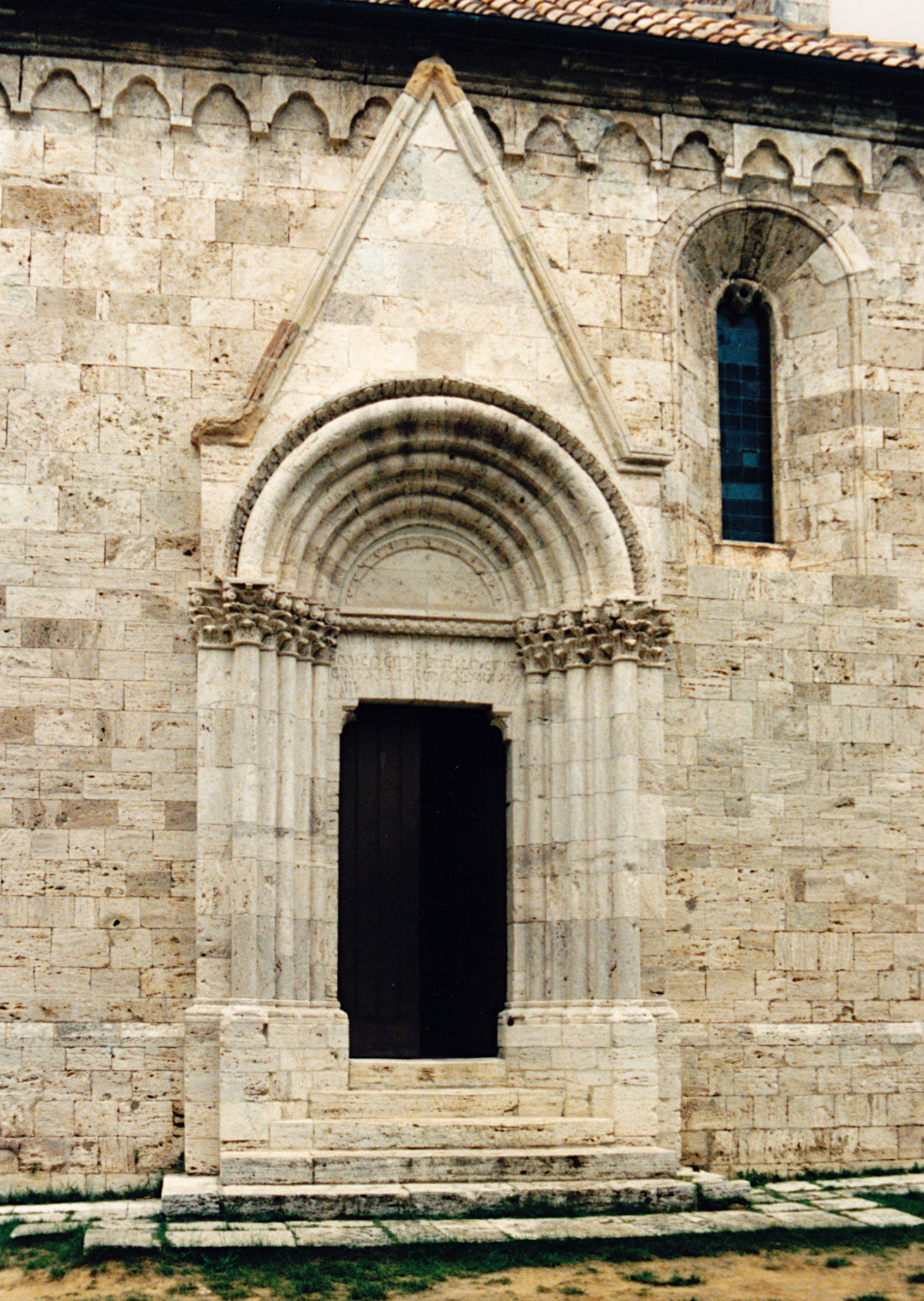
Le portail du transept.

### La façade méridionale
La façade méridionale présente la particularité de posséder deux portails, tous deux construits à la fin du XIIIe siècle et caractéristiques donc de l'art roman tardif.

#### Le portail de Giovanni Pisano
Le portail situé à hauteur de la nef fut construit en 1288 et est attribué à Giovanni Pisano qui s'occupait de la construction de la cathédrale de Sienne à cette époque (1287-1288). 
Ce portail est protégé par un protiro porté par deux atlantes reposant sur deux « lions stylophores » d'un style nettement plus tardif que ceux de la façade occidentale.

#### Le portail du transept
Le portail ornant le bras sud du transept, plus petit que les deux autres portails, fut construit en 1298 par le curé Lotto auquel on doit probablement aussi le transept. Ce portail est encadré de deux groupes de cinq colonnes surmontées de chapiteaux à feuilles d'acanthe supportant une archivolte composée de cinq voussures en plein cintre.

## Intérieur

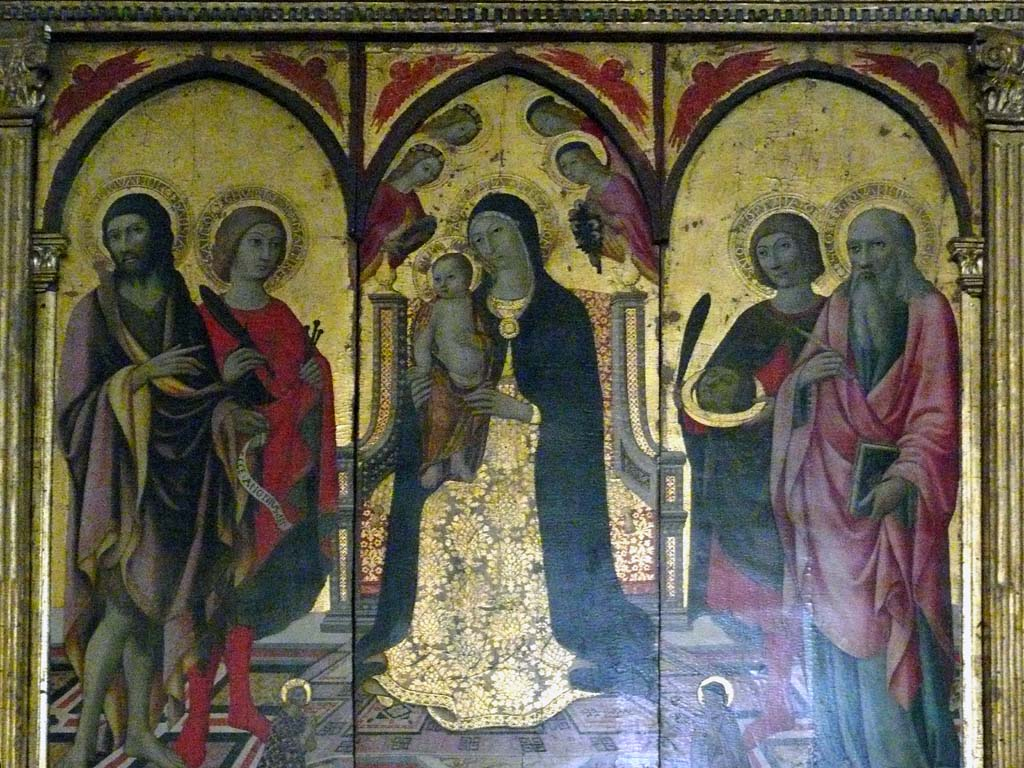
Triptyque de Sano di Pietro.

L'intérieur abrite un polyptyque dû à Sano di Pietro : 
- panneau central : Madonna col Bambino, gli Angeli e i Santi
- haut cintré à deux figures : Resurrezione et Discesa di Cristo al Limbo
- prédelle : les armoiries de la cité et cinq épisodes de la Vie de la Vierge.

## Sources
- (it) Cet article est partiellement ou en totalité issu de l’article de Wikipédia en italien intitulé « Collegiata dei Santi Quirico e Giulitta » (voir la liste des auteurs).